# Percina burtoni
Percina burtoni är en fiskart som beskrevs av Fowler, 1945. Percina burtoni ingår i släktet Percina och familjen abborrfiskar. IUCN kategoriserar arten globalt som sårbar. Inga underarter finns listade i Catalogue of Life.